# Салмин, Алексей Фёдорович
Алексе́й Фёдорович Са́лмин (17 января 1917, Александровка, Самарская губерния — 28 мая 1977) — советский хозяйственный, государственный и политический деятель, Герой Социалистического Труда.

## Биография
Родился в 1917 году в селе Александровка (ныне — в Новомалыклинском районе Ульяновской области) в крестьянинской семье. Член ВКП(б).
В 1938 году служил в Красной Армии, после демобилизации работал грузчиком на Якушкинском хлебоприёмном пункте.
С 1941 года — на фронтах Великой Отечественной войны. После ранения в первые же месяцы войны вернулся в сельскохозяйственную артель «Красный Октябрь», избран её председателем. С 1944 года — председатель колхоза «Трудовик», в 1945—1954 — директор Ново-Малыклинской МТС.
В 1947 году в колхозах, обслуживаемых Ново-Малыклинской МТС, был получен самый высокий в Ульяновской области урожай зерновых культур; указом Президиума Верховного Совета СССР от 27 февраля 1948 года А. Ф. Салмину было присвоено звание Героя Социалистического Труда.
В 1956 году окончил техникум механизации сельского хозяйства в Йошкар-Оле, с 1959 года — председатель колхоза «Родина».
Избирался депутатом Верховного Совета РСФСР 3-го созыва, депутатом Ульяновского областного (сельского) Совета депутатов трудящихся (1963).
Скоропостижно скончался 28 мая 1977 года.

## Награды
- Герой Социалистического Труда (медаль «Серп и Молот» и орден Ленина; 27.2.1948)
- два ордена Трудового Красного Знамени (22.3.1966, 7.12.1973)
- Орден Октябрьской Революции (8.4.1971)[2]